# 藤原鎌足
藤原鎌足（614年—669年），曾名中臣鎌足，字仲郎，古代日本的豪族，藤原氏的祖先。本为中臣御食子之子，初称中臣鎌子，曾任神袛伯，後退宫，与輕皇子、中大兄皇子等人籌劃乙巳之變，推翻苏我氏。孝德天皇（輕皇子）即位，改任内大臣，与皇太子中大兄皇子同为大化革新之重臣，为律令制奠定了基础。以天皇为首的古代中央集权国家成立。病榻時，天智天皇赐姓藤原（天武天皇定八色姓制度後的“藤原朝臣”），臨終後受赐大織冠冠位，葬於山科（今京都市山科區）。之後的1000多年，藤原氏成为日本最有力的贵族。

## 生平

### 早年
推古天皇二十二年（614年），中臣鎌足出生于大和国高市郡（今奈良县橿原市）。其母怀孕十二个月后，才生出，其外祖母语夫人曾说道：“汝儿怀妊之月，与常人异。非凡之子，必有神功。”
舒明天皇薨后，皇后即位，王室衰微。当时輕皇子因患脚疾，不能上朝。中臣镰足便到他的居室中侍寝，与其彻夜相谈，得到輕皇子的贵礼、赏识。中臣鎌足很是感恩，便暗中告诉輕皇子所亲的舍人：“殊蒙厚恩，良过所望。岂无令汝君为帝皇耶！”因輕皇子的才识不足以干大事，中臣鎌足便要再选一名人选。一天，中臣鎌足在蹴鞠的地方发现中大兄皇子才能出众，便与其交好，犹如鱼水。

### 乙巳之变
皇極天皇二年冬十月，苏我入鹿勾结诸王子，想谋害聖德太子的儿子山背大兄王，他说道：“山背大兄王吾家所生。明德惟馨，圣化犹余。皇極天皇嗣位之时，诸臣云云。舅甥有隙。亦依诛阪合部臣摩埋势，怨望已深。方今天子崩鱆，皇后临朝。心必不安，焉无乱乎。不忍外甥之亲，以成国家之计。”诸位王子都很认同。同月某日山背大兄王在斑鸠寺被杀。中大兄皇子对中臣鎌足说：“当今国家将要改朝换代，你觉得要怎么办呢？”中臣鎌足详细的陈述了他拨乱反正的计划，中大兄皇子称其为“吾之子房”。
中臣鎌足想得到势家的辅佐，便暗中调查苏我入鹿，知道了他和石川麻吕互相憎恨。于是向中大兄皇子禀报了这件事，计划用联姻来亲近他，然后再与其一起行事。在相定婚姻时，石川麻吕行为无礼，中大兄皇子想要处死他，但被中臣鎌足以“既定天下之大事，何忿家中之小过！”一句拦下。在和石川麻吕说明来意后，他推荐了两个人——佐伯子麻吕和稚犬养纲，说他们“武勇强断，膂力扛鼎。”
皇極天皇四年夏六月，中大兄皇子诈称三韩上表，并与石川麻吕计划“乘其之怠，拟杀入鹿。”到了读表文那一天，先是解除了苏我入鹿的戒心，使其解下随身佩带的剑。后关闭大门，当场斩杀苏我入鹿，并将苏我氏夷灭三族，此为乙巳之变。

### 去世
後輕皇子（孝德天皇）与中大兄皇子（天智天皇）先后继位。天智天皇8年（669年）冬十月，中臣鎌足患病。十月十五日，中臣鎌足重病，天智天皇闻其病重，前来探望，并授其大織冠冠位，加內大臣，賜姓藤原朝臣。十六日（669年11月14日），藤原鎌足死于淡海的住所，天智天皇为此废朝九日。

## 外部連結
- 藤原家傳
- 大日本史藤原鎌足傳
- 日本書紀皇極天皇、孝德天皇、齊明天皇、天智天皇

| 官衔          | 官衔                                    | 官衔                               |
| ------------- | --------------------------------------- | ---------------------------------- |
| 新頭銜 新設立 | 內大臣 內臣 645年7月12日－669年11月14日 | 空缺下一位持有相同頭銜者：藤原房前 |